# Misztériumjáték

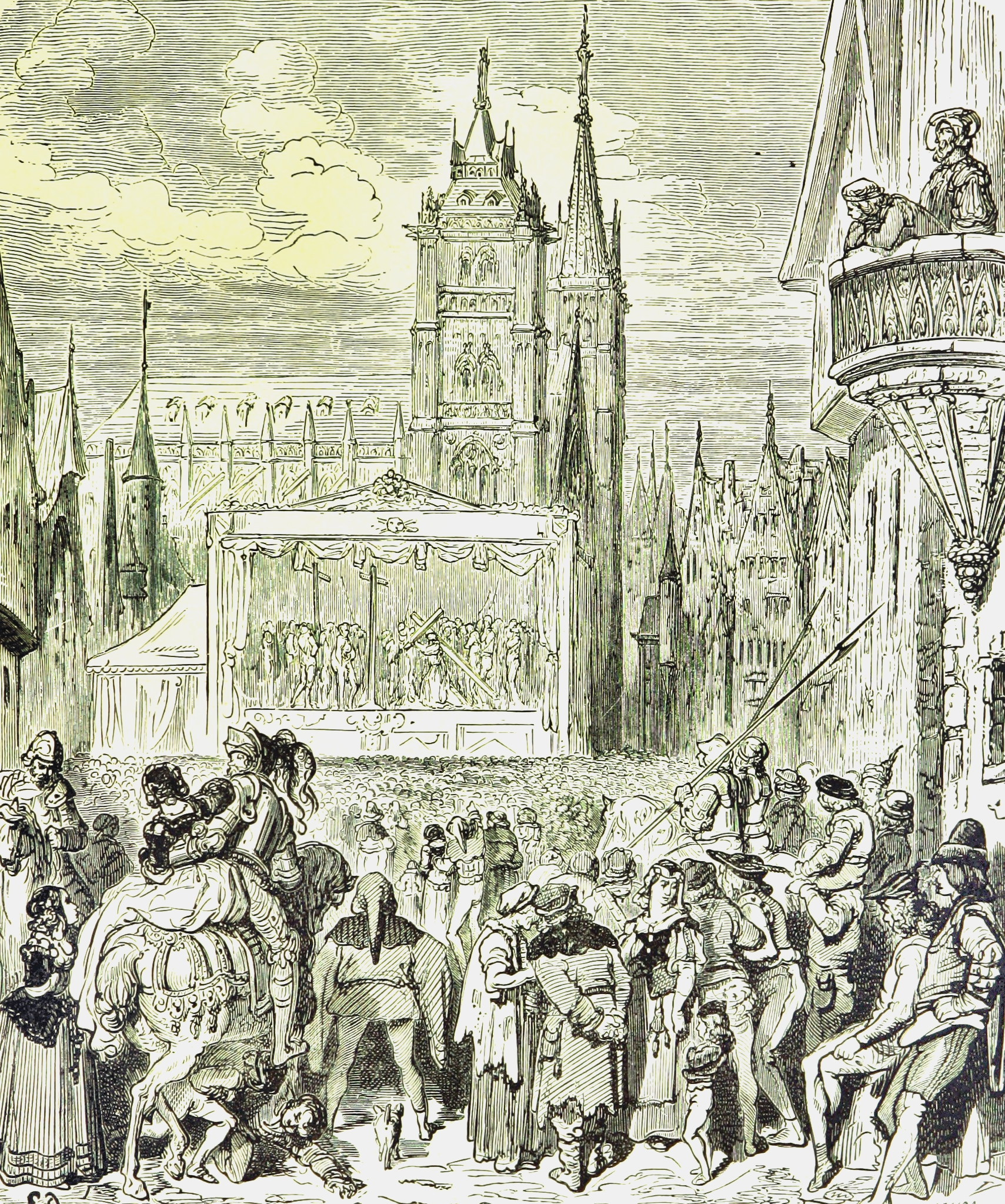
Misztériumjáték Flandriában, 15. századi ábrázolás

A misztériumjáték vagy misztériumdráma az angol és francia területeken alakult ki a liturgikus drámákból. A városi polgárság műfaja volt, első utalás az előadására 1374-ből való. Tárgya elsősorban Jézus élete volt. Magyarországon a betlehemezés is a középkori misztériumokból alakult ki, ezért nevezték  paraszti misztériumjátéknak is. Franciául  mystére, az angol nyelvben mystery a neve.

## Misztériumjáték technikája
A játék eredetileg a templom kapuja előtt játszódott, fejlődése azonban egyre nagyobb területet követelt, így alakultak ki az úgynevezett szimultán színpadok amelyek 10-12 színpadképből álltak. Ezeken a képeken a mennyországtól a bibliai helyszíneken át a pokolig minden fontosabb helyszín volt ábrázolva. Rendszerint egy hosszú emelvény-rendszeren voltak elhelyezve a város főterén. Az  álló közönség minden jelenet után egy másik képhez vonult az előadás folytatásáért.
Angliában olyan megoldás is volt, ahol az emberek ülve nézték az előadást és a képeket lovaskocsi vontatta el a nézők előtt a szereplőkkel együtt.

## Misztériumjáték Magyarországon
A magyar kutatók a 19. században kezdték keresni a magyar nyelvű középkori misztériumjátékot. Ekkor irányult a figyelem a paraszti betlehemes játékokra, mert azt remélték, hogy ezek segítségével sikerül majd rekonstruálni az eltűnt középkori magyar misztériumjátékot. Ez a tudományos meggondolás késztette Gyulai Pált arra, hogy a Magyar Népköltési Gyűjtemény első kötetét betlehemes játékok közzétételével kezdje. 
A 15. századtól itáliai típusú féldramatikus passiószövegek szép számmal maradtak ránk. Arról is van tudomásunk, hogy a 16. században írtak már magyar passiót, azonban a legrégibb fennmaradt magyar passiószövegek 18. századiak, amikor Magyarországon, különösen Csíksomlyón virágzott a misztériumjáték. 
A karácsonyi és úrnapi misztériumjátékaink egy századdal régebbiek.

## Fajtái
- passiójáték: legfejlettebb formája
- mystére mimée: némajelenetekkel kerül bemutatásra
- mystére profane: ebben a változatban több a világi, főleg történelmi elem